# Dino Canestri
Dino Canestri (Prato, 22 settembre 1907 – Roma, 2 novembre 1981) è stato un dirigente sportivo, allenatore di calcio e calciatore italiano, di ruolo attaccante o difensore.

## Carriera

### Giocatore
Iniziò la sua carriera nelle giovanili del Prato nel 1921, nel ruolo di centravanti, e in questa posizione di campo arrivò fino alla prima squadra. Divenuto terzino, vinse il Torneo delle rappresentative interregionali di tutta l'Italia nel 1924. Fu l'allenatore ungherese Desiderio Koszegi, che lo lanciò quando era a Prato allenando nel frattempo la Lazio; lo volle con sé nella formazione romana. Canestri poté esordire contro il Padova (0-3) il 2 ottobre 1927. Disputò nelle file delle Aquile sei stagioni, ma l'infortunio grave durante una partita lo costrinse a smettere la carriera di giocatore, a soli 27 anni.

### Allenatore
Appesi gli scarpini al chiodo, Canestri divenne tecnico delle giovanili biancocelesti da cui sarebbero usciti elementi quali Umberto Lombardini, Luigi Vettraino, Corrado Giubilo ed altri, tra i quali il futuro radiocronista e conduttore televisivo Sandro Ciotti. Nel 1941 accettò di guidare la prima squadra, dopo esser stato allenatore aggiunto, ruolo che ricoprì anche in seguito. Durante la Seconda guerra mondiale vinse il Campionato romano di guerra 1943-1944 sia con la prima squadra che con i Ragazzi e il Campionato assoluto Ragazzi nella stagione 1947-1948. Anche dopo la guerra allenò la prima squadra e successivamente le giovanili biancocelesti. Nella seconda parte della stagione 1957-1958 allena di nuovo la prima squadra, nella veste di direttore tecnico con Alfredo Monza in panchina, in sostituzione dell'esonerato Ćirić. Nel frattempo alternò l'attività di talent-scout per la Lazio (fu presidente della sezione squadre minori). Nel 1958 fu chiamato ad allenare la Nazionale Dilettanti in previsione dei Giochi del Mediterraneo e delle Olimpiadi romane.

### Dirigente sportivo
Nella Lazio ricoprì il ruolo di talent-scout (presidente della sezione squadre minori), con ruoli dirigenziali di grande responsabilità affidatigli da tutti i presidenti che si susseguirono alla guida della società romana. Dopo l'esperienza vissuta sulla panchina della Nazionale Dilettanti fece ritorno nell'alveo societario e tecnico biancoceleste.

## Palmarès

### Allenatore

#### Club
- Campionato romano di guerra: 1

Lazio: 1943-1944

#### Nazionale
- Giochi del Mediterraneo: 1

Libano 1959